# 和田聰宏
和田 聰宏（わだ そうこう、1977年〈昭和52年〉3月25日 - ）は、日本の俳優。福島県岩瀬郡天栄村出身。血液型はO型。
美容師を経て、2000年に俳優としてデビューする。
FUNGOに所属していた時代は本名の「和田 聡宏（としひろ）」だったが、2005年9月にディグカンパニーに移籍して「和田 聰宏（そうこう）」に改名した。2014年よりノックス所属。

## 略歴
- 1995年、福島県立清陵情報高等学校卒業。[要出典]
- 1999年、塚本晋也監督作『BULLET BALLET』のオーディションに合格し[1]、2000年、同映画の公開とともに俳優デビュー[4]。
- 2004年、連続ドラマ初主演作のフジテレビ系ドラマ『東京湾景』で、仲間由紀恵の恋人役に選ばれ、注目される[4]。
- 2005年、『死霊波』で映画初主演を務める[4]。

## 出演

### 映画
- BULLET BALLET（2000年3月11日公開、監督：塚本晋也）
- ホテル・ハイビスカス（2003年6月14日公開、監督：中江裕司） - 能登島 役
- バトル・ロワイアルII 鎮魂歌（2003年7月5日公開、監督：深作欣二・深作健太） - 今給嶺聡 役
- 異形の肖像（2003年11月1日公開、監督：山崎紫音）
- Seventh Anniversary（2003年11月22日公開、監督：行定勲）
- 渋谷怪談（2004年2月7日公開、監督：堀江慶） - 柳彰彦 役
- Deep Love アユの物語（2004年4月3日公開、監督：Yoshi）
- BIRTHDAY/TOKYO NOIR（2004年9月25日、監督：石岡正人）
- 死霊波（2005年2月5日公開、監督：葉山陽一郎） - 主演・臼井浩史 役[5]
- 県庁の星（2006年2月25日公開、監督：西谷弘） - 浜岡恭一 役
- 雨の町（2006年3月25日公開、監督：田中誠） - 主演・兼石壮太 役[6]
- 刺青 堕ちた女郎蜘蛛（2007年1月13日公開、監督：瀬々敬久） - 二ノ宮譲 役
- プルコギ（2007年5月5日公開、監督：グ・スーヨン）
- 夜の上海（2007年9月22日公開、監督：チャン・イーバイ） - 加山淳 役
- 0093 女王陛下の草刈正雄（2007年10月13日公開、監督：篠崎誠）
- ショコラの見た世界（2007年10月13日公開、監督：行定勲） - 治男（ジダン） 役
- 真・女立喰師列伝「草間のささやき 氷苺の玖実」（2007年11月10日公開、監督：湯浅弘章） - 光男 役
- 長い長い殺人（2008年5月31日公開、監督：麻生学） - 三上行雄 役
- ネコナデ（2008年6月28日公開、監督：大森美香） - 清掃員 役
- 純喫茶磯辺（2008年7月5日公開、監督：吉田恵輔） - 安田 役
- イエスタデイズ（2008年11月1日公開、監督：窪田崇） - 柳田昭彦（30年前） 役
- ヘブンズ・ドア（2009年2月7日公開、監督：マイケル・アリアス） - 御子柴 役[7]
- 真夏の夜の夢 さんかく山のマジルー（2009年7月25日公開、監督：中江裕司） - 敦 役
- 猿ロック THE MOVIE（2010年2月27日公開、監督：前田哲） - 岩木 役
- LIAR GAME The Final Stage（2010年3月6日公開、監督：松山博昭） - 江藤光一 役
- 爆発!スケ番☆ハンターズ〜総括殴り込み作戦〜（2010年5月29日公開、監督：中平一史）
- 雷桜（2010年10月22日公開、監督：廣木隆一） - 瀬田助太郎 役
- RUN60（2010年6月25日公開、監督：園田俊郎） - ゴースト 役
  - RUN60 -GAME OVER-（2012年6月30日公開、監督：園田俊郎） （特別出演）
- 極道めし（2011年9月23日公開、監督：前田哲）
- 僕たちのアフタースクール（2011年11月5日公開、監督：佐々木詳太）
- 百日のセツナ 禁断の恋（2012年9月29日公開、監督：いまおかしんじ） - ブラド 役
- のぼうの城（2012年11月2日公開、監督：犬童一心・樋口真嗣） - 山田帯刀 役
- 名無しの十字架（2012年12月1日公開、監督：久保直樹）
- プラチナデータ（2013年3月16日公開、監督：大友啓史） - 蓼科耕作 役
- 潔く柔く（2013年10月26日公開、監督：新城毅彦） - 柳原 役
- 今日子と修一の場合（2013年10月5日公開、監督：奥田瑛二） - 有賀トオル 役
- ジャッジ!（2014年1月11日公開、監督：永井聡） - 同期 役
- 超高速!参勤交代（2014年6月21日公開、監督：本木克英） - 虎之助 役
- NINJA THE MONSTER（2016年2月10日公開、監督：落合賢）
- リップヴァンウィンクルの花嫁（2016年3月26日公開、監督：岩井俊二） - 高嶋優人 役
- 恋愛奇譚集（2017年2月4日公開、監督：倉本雷大、プロジェクトドーン） - 古川涼太 役[2][8]
- 空飛ぶタイヤ（2018年6月15日公開、監督：本木克英） - 室井秀夫 役
- いつも月夜に米の飯（2018年9月8日公開、監督：加藤綾佳） - アサダ 役
- 盆唄（2019年2月15日公開、監督：中江裕司） - 声の出演（アニメーション）
- 居眠り磐音（2019年5月17日公開、監督：本木克英） - 東源之丞 役[9]
- コンフィデンスマンJP -ロマンス編-（2019年5月17日公開、監督：田中亮） - 半原敦 役
- 黒い乙女Q / 黒い乙女A（2019年5月31日公開 / 2019年8月16日公開、監督：佐藤佐吉）
- 引っ越し大名!（2019年8月30日公開、監督：犬童一心） - 田中衆三郎 役[10]
- 仮面ライダー 令和 ザ・ファースト・ジェネレーション（2019年12月21日公開、監督：杉原輝昭） - ウィル / アナザーゼロワン 役[11]
- 無頼（2020年12月22日公開、監督：井筒和幸）
- 騙し絵の牙（2021年3月26日公開、監督：吉田大八） - 三村洋一 役[12]
- 明日の食卓（2021年5月28日公開、監督：瀬々敬久） - 石橋豊 役[13]
- るろうに剣心 最終章 The Beginning（2021年6月4日公開、監督：大友啓史）- 土方歳三 役
- あなたの番です 劇場版（2021年12月10日公開、監督：佐久間紀佳） - 西村淳 役[14]
- シン・ウルトラマン（2022年5月13日公開、監督：樋口真嗣） - 加賀美 役[15][16]
- 劇場版 美しい彼〜eternal〜（2023年4月7日公開、監督：酒井麻衣） - 野口大海 役[17]
- 4日間 FOUR DAYS, TOKIO（2023年11月10日公開、監督：中西健二）[18]
- かくしごと（2024年6月7日公開、監督：関根光才）[19]
- 朽ちないサクラ（2024年6月21日公開、監督：原廣利） - 臼澤公安課長 役[20]
- 美晴に傘を（2025年1月24日公開、監督：渋谷悠） - 光雄 役[21][22]
- パリピ孔明 THE MOVIE（2025年4月25日公開、監督：渋江修平） - 唐澤寿彦 役[23]
- プロジェクト・カグヤ（2025年10月31日公開予定、監督：吉川鮎太） - 伊原陵平 役[24]

### テレビドラマ
- 恋する日曜日（BS-i）
  - ファーストシリーズ 第13・14話「STILL I'M IN LOVE WITH YOU（前編・後編）」（2003年6月29日・7月6日） - 堀内怜 役
  - 第3シリーズ 第3話「マネキンの恋」（2007年1月20日） - 石川大介 役
- 東京湾景（2004年7月5日 - 9月13日、フジテレビ系） - 和田亮介 役
- 文學の唄 恋する日曜日 第5話「水仙月の四日」（2005年10月30日、BS-i） - 青野 役
- 先生道 〜ピストル先生〜（2006年9月28日、BS-i）
- LIAR GAME（2007年、フジテレビ系） - 江藤光一 役
- 長い長い殺人（2007年11月4日、WOWOW） - 三上行雄 役
- 扉は閉ざされたまま（2008年3月29日、WOWOW） - 安東章吾 役
- プリズナー 第3話（2008年11月30日、WOWOW）
- 空の港で。それぞれのエアポート物語 第19回「電話」（2008年8月9日、テレビ東京）[25]
- 週刊真木よう子 第11話「魔女がアタシを」（2008年6月11日、テレビ東京系） - 渉 役
- 誘拐（2009年、WOWOW）
- ジロチョー 清水の次郎長維新伝（2010年1月13日、テレビ東京系）
- BUNGO -日本文学シネマ-「檸檬」（2010年2月17日、TBSテレビ系） - ナカタニ 役
- ドラマW 横山秀夫サスペンス 自伝（2010年3月28日、WOWOW）
- アザミ嬢のララバイ 第2話「愛を更新する。」（2010年4月28日、毎日放送）
- 古代少女隊ドグーンV 第4話（2010年10月27日、毎日放送）- 轡田 / 仮面の男 役
- 示談交渉人 ゴタ消し 第12話（2011年3月24日、読売テレビ） - 沼田真也 役
- 火9 絶対零度〜特殊犯罪潜入捜査〜 第1話・第2話（2011年7月12日・19日、フジテレビ系） - 日高信之 役[26]
- 金曜スーパープライム 犬の消えた日（2011年8月12日、日本テレビ系） - 永井進 役
- 土曜ワイド劇場（テレビ朝日系）
  - 100の資格を持つ女〜ふたりのバツイチ殺人捜査〜5（2011年10月15日、朝日放送） - 大原史也 役
  - ショカツの女10（2015年5月16日、朝日放送） - 遠藤明 役
- 木曜ドラマ 聖なる怪物たち 第2話・第3話・第5話（2012年1月26日・2月2日・16日、テレビ朝日系） - 村澤信吾 役[27]
- クロヒョウ2 龍が如く 阿修羅編（2012年4月5日 - 6月21日、毎日放送） - 野崎亮 役
- ドラマスペシャル 償い（2012年11月17日 - 12月1日、NHK BSプレミアム） - 村井 役
- ピロートーク〜ベッドの思惑〜 第10話（2012年12月6日、関西テレビ） - 真人 役
- 嘆きの美女（2013年1月12日 - 3月2日、NHK BSプレミアム） - 奥沢エイジ 役
- 妻は、くノ一（2013年4月5日 - 5月24日、NHK BSプレミアム / 6月20日 - 8月22日、NHK総合） - 川村真一郎 役
  - 妻は、くノ一 〜最終章〜（2014年5月23日 - 6月20日）
- 白衣のなみだ 第二部「慈命」（2013年4月29日 - 5月31日、東海テレビ） - 加地立平 役
- 水曜ミステリー9（テレビ東京系）
  - 作家探偵・山村美紗3（2013年11月6日） - 大木達也 役
  - 北海道警事件ファイル 警部補 五条聖子3（2015年2月4日） - 小山次郎 役
- 相棒 season13 第1話（2014年10月15日、テレビ朝日系） - 伊勢光 役
- BORDER 警視庁捜査一課殺人犯捜査第4係 第8話（2014年5月29日、テレビ朝日系） - 酒井航平 役
- 孤独のグルメ Season4 第8話（2014年8月27日、テレビ東京） - 石川 役
- 新春ワイド時代劇 大江戸捜査網2015〜隠密同心、悪を斬る!（2015年1月2日、テレビ東京系） - 中瀬彦十郎 役
- 木曜時代劇 風の峠〜銀漢の賦〜 第2回・第3回・最終回（2015年1月22日・29日・2月19日、NHK総合） - 浅川甲斐守惟忠 役
- 明日もきっと、おいしいご飯〜銀のスプーン〜（2015年6月1日 - 7月31日、東海テレビ） - 一柳隆 役
- 陰陽師（2015年9月13日、テレビ朝日系） - 卜部覇矢手 役
- 日曜劇場（TBSテレビ系）
  - 下町ロケット  - 江原春樹 役[28]
    - 2015年版（2015年10月18日 - 12月20日
    - 2018年版（2018年10月14日 - 12月23日）
    - 特別編（2019年1月2日）

  - IQ246〜華麗なる事件簿〜 第6話（2016年11月20日） - 笠原亮次 役
  - VIVANT 第8話（2023年9月3日） - 飯田 役
  - アンチヒーロー 第4話・第5話（2024年5月5日・12日） - 宇野雅人 役[29][30]
  - 御上先生 最終話（2025年3月23日）- 千木良誠 役
- 月曜名作劇場 湯けむりバスツアー 桜庭さやかの事件簿7（2016年5月23日、TBSテレビ系） - 吉本靖志 役
- グ・ラ・メ!〜総理の料理番〜 第3話（2016年8月5日、テレビ朝日系） - 辰巳秀一 役
- 神の舌を持つ男 第7話・第8話（2016年8月19日、8月26日、TBSテレビ系） - 見城ゆたか 役
- 視覚探偵 日暮旅人（2017年1月22日 - 3月19日、日本テレビ） - 土井潤一 役[31]
- 京都人の密かな愉しみ 桜散る「逢瀬の桜」（2017年5月13日、NHK BSプレミアム） - 三隅佳谷 役
- 下北沢ダイハード 第5話（2017年8月18日、テレビ東京系） - 時村孝治 役
- まかない荘2（2017年10月17日 - 12月19日、メ〜テレ） - 吉野三平太 役
- 大江戸ロボコン（2017年11月27日 - 30日、NHK Eテレ） - 源蔵 役
- anone 第2話 - 最終話（2018年1月17日 - 3月21日、日本テレビ系） - 花房三太郎 役
- 警視庁・捜査一課長 season3 第7話（2018年5月24日、テレビ朝日系） - 楢橋秀樹 役
- コンフィデンスマンJP 第9話（2018年6月4日、フジテレビ系）- 半原敦 役
- 極道めし（2018年7月14日 - 9月22日、BSジャパン） - 向田吉雄 役
- 24時間テレビドラマスペシャル『ヒーローを作った男 石ノ森章太郎物語』（2018年8月25日、日本テレビ系） - 山平 役
- 日曜プライム 西村京太郎トラベルミステリー69 （2018年9月16日、テレビ朝日系）- 田口恭一 役
- 盗まれた顔〜ミアタリ捜査班〜（2019年1月5日 - 2月2日、WOWOW） - 小池刑事 役
- 日曜ドラマ あなたの番です（2019年4月14日 - 9月8日、日本テレビ系） - 西村淳 役
  - 劇場版公開記念!「あなたの番です」完全新撮スペシャル!（2021年12月10日）
- おしい刑事 第1話（2019年5月5日、NHK BSプレミアム） - 乃木民夫 役
- 連続ドラマW 悪党〜加害者追跡調査〜 最終話（2019年6月16日、WOWOW）
- 知らなくていいコト（2020年1月8日 - 3月11日 、日本テレビ系） ‐ 鮫島裕二 役
- 水曜ドラマ 私たちはどうかしている（2020年8月12日 - 9月30日、日本テレビ系） ‐ 山口耕一 役[32]
- 警視庁ゼロ係〜生活安全課なんでも相談室〜 静岡SP（2021年1月25日、テレビ東京系） - 片岡竜二郎 役
- 超速パラヒーロー ガンディーン（2021年6月26日 - 7月10日、NHK総合） - 坂本元男 役[33]
- 顔だけ先生（2021年10月9日 - 12月18日、フジテレビ系） - 中村淳 役
- 逃亡医F（2022年1月15日 - 3月19日、日本テレビ系） - 筋川二平 役[34]
- 暴太郎戦隊ドンブラザーズ（2022年3月6日 - 2023年2月26日、テレビ朝日系） - 桃井陣 役[35]
- 少年のアビス（2022年9月2日 - 10月21日、毎日放送）- 似非森耕作 役[36]
- ホリデイ〜江戸の休日〜（2023年1月6日、テレビ東京系） - 伊藤 役[37]
- アカイリンゴ（2023年1月23日 - 3月27日、朝日放送テレビ 他） - 犬田陽 役[38]
- 美しい彼 シーズン2（2023年2月8日 - 3月1日、毎日放送・TBSテレビ系） - 野口大海 役[17]
- 勝利の法廷式 第7話（2023年5月25日、読売テレビ・日本テレビ系） - 津田清隆 役[39]
- ゲキカラドウ2 第10話・第11話（2023年6月9日・16日、テレビ東京系） - ワン 役
- 紅さすライフ 第5話（2023年8月22日、日本テレビ系） - 小宮山アキラ 役[40]
- パリピ孔明 第5話（2023年10月25日、フジテレビ系） - 唐澤 役[41]
- ゴーストヤンキー（2024年4月19日 - 5月17日、毎日放送） - 純喫茶わんぱくのマスター 役[42]
- 鬼平犯科帳（時代劇専門チャンネル） - 小房の粂八 役[43]
  - 鬼平犯科帳 でくの十蔵（2024年6月8日）[44]
  - 鬼平犯科帳 血頭の丹兵衛（2024年7月6日）[44]
  - 鬼平犯科帳 老盗の夢（2025年2月8日）[45]
- 土ドラ9 GO HOME〜警視庁身元不明人相談室〜 第6話（2024年8月24日、日本テレビ系） - 葛城拓真 役[46][47]
- ドラマ9 D&D〜医者と刑事の捜査線〜 第1話（2024年10月18日、テレビ東京系） - 柴田邦行 役[48][49]
- 土ドラ9 放課後カルテ 第4話・第5話（2024年11月2日・9日、日本テレビ系） - 水本真吾 役[50]
- 相続探偵 第3話・最終話（2025年2月8日・3月29日、日本テレビ） - 加藤金斗 役[51]
- Dr.アシュラ 最終話（2025年6月25日、フジテレビ） - 大木 役
- はぐれ鴉（2025年7月22日、テレビ大分） - 前浜太治郎 役[52][53]

### インターネットテレビ
- いい夫婦になるための3つの秘訣〜最後のお弁当（2008年11月22日、ファミリー劇場）[54]
- 午前3時の無法地帯（2013年3月、BeeTV） - 堂本 役

### CM
- アイフル 「どうする？アイフル！」（2002年）
- エニックス 「日本代表選手になろう！」（2002年）
- 日本通運 「日通のペリカン便」（2002年・2006年）
- オムロン 「ピィーススタイル」（2003年）
- マックスファクター 「True Vail Foundation」（2005年）
- ソニー・エリクソン 「行定勲×SO903i ショコラの見た世界」（2007年）
- 第一生命「幸せの道〜母と息子・働くおふくろ」篇（2011年）
- 三井住友VISAカード「ゴールドカード これ以上のシアワセ」篇（2011年 - 2012年）
- KDDI「au あたらしい自由」篇（2012年）
- 麒麟麦酒 GREEN’S FREE「これからのノンアル家ランチ」篇・「これからのノンアル問いかけ」篇（2024年9月28日 - ） ※菅野美穂と共演

### 舞台
- 「アポカリプス・ナウ」（1999年） 劇団E.G.WORLD公演
- 「オット・エ・メッゾ」（1999年） 劇団E.G.WORLD公演
- 「2001年宇宙の旅」（1999年） 劇団E.G.WORLD公演
- 「すばらしい世界」（2000年） 劇団E.G.WORLD公演
- 「メトセラの終夜」（2001年） 劇団E.G.WORLD公演
- 「みずいろ」（2001年） SamaSamaプロデュース公演
- 「HAND〜手〜」（2001年） 春風堂公演
- 「時計-僕がいる理由」（2003年） 春風堂公演
- 「僕と彼女と娘のいる場所」 (2007年）紀伊國屋ホール他
- 「かあちゃん」（2016年）大阪新歌舞伎座・明治座

### VIDEO・DVD
- 「鴉 -KARAS-/タツノコプロ40周年記念アニメ」（2005年 - 2007年） - 鴉 / 乙羽 役

### Web
- 日立マクセル 「☆に願いを」（2002年）
- 森永乳業 「男と女の秘密」（2004年）
- 「大地を叩く女」（2007年）
- 「ライアーゲーム エピソードゼロ EPISODE OF NAO」（2009年）
- トヨタ・iQ 「Oh! my PROPOSE」（2010年）
- T-UP presents サムズアップ！ フジテレビ無料動画サイト「見参楽（みさんが！）」

### ミュージックビデオ
- スガシカオ 「夜空ノムコウ」（2001年）
- エフカ 「モラトリアムブルー」（2006年）
- 柴田淳 「HIROMI」（2007年）
- エフカ 「日々博覧会」（2007年）
- ケツメイシ 「バラード」（2011年）
- あいみょん「漂白」（2017年）